# Флаг Скоропусковского
Флаг Скоропусковского — официальный символ муниципального образования городское поселение Скоропусковский Сергиево-Посадского муниципального района Московской области Российской Федерации.
Флаг утверждён 10 мая 2007 года и внесён в Государственный геральдический регистр Российской Федерации под номером 3319.
Флаг городского поселения Скоропусковский составлен на основании герба городского поселения Скоропусковский по правилам и соответствующим традициям вексиллологии и отражает исторические, культурные, социально-экономические, национальные и иные местные традиции.

## Описание
«Флаг городского поселения Скоропусковский представляет собой жёлтое прямоугольное полотнище с соотношением ширины к длине 2:3, несущее вдоль нижнего края зелёную полосу шириной в 1/6 ширины полотнища, а в середине — фигуру из герба поселения: звезду, образованную восемью расходящимися бело-голубыми кристаллами, с острыми концами».

## Обоснование символики
История городского поселения неразрывно связана со становлением и развитием Скоропусковского опытного химического завода, построенного сто семьдесят лет назад.
В настоящее время ООО «Скоропусковский оргсинтез» выпускает промышленные и бытовые химические продукты. Представленная на флаге звезда в виде кристалла с расходящимися подобно солнцу лучами аллегорически указывает и на это градообразующее предприятие, и на другие предприятия химической промышленности поселения (ООО «Техноэкспорт»).
Символика восьмиконечной звезды многозначна:
— символ вечности, устремлённости в будущее и символ возвещения;
— эмблема путеводности, счастья.
Цветовое решение флага (жёлтое поле, символизирующее огонь и переменного цвета кристалл — символ химических элементов) аллегорически отображает химический процесс кристаллизации исходных материалов в конечный продукт производства (химреактивы, купорос, кислота и пр.).
Зелёная оконечность символизирует расположение городского поселения в окружении лесов и постоянную заботу населения о благоустройстве посёлка и его экологии.
Жёлтый цвет (золото) — символ высшей ценности, величия, великодушия, богатства.
Голубой цвет — символ возвышенных устремлений, преданности, возрождения.
Белый цвет (серебро) — символ чистоты, ясности, открытости.
Зелёный цвет символизирует весну, здоровье, природу, надежду.